# Lista med släkten inom Ptinidae
Detta är en lista med 121 släkten inom familjen trägnagare (Ptinidae). Utöver dessa finns det ett hundratal ytterligare beskrivna släkten.

## Släkten
- Actenobius Fall, 1905 i c g
- Anakania Pic, 1901 g
- Anobiopsis Fall, 1905 i c g
- Anobium Fabricius, 1775 i c g
- Australanobium Español, 1976 g
- Byrrhodes LeConte, 1878 i c g
- Cacotemnus LeConte, 1861 g
- Caenocara Thomson, 1859 i c g
- Caenotylistus Sakai, 1987 g
- Calymmaderus Solier, 1849 i c g b
- Calytheca White, 1973 i c g
- Coleoaethes Philips, 1998 g
- Colposternus Fall, 1905 i c g
- Cryptopeniculus Philips, 2004 g
- Cryptorama Fall, 1905 i c g
- Cryptoramorphus White, 1966 i c g
- Ctenobium LeConte, 1865 i c g
- Deroptilinus Lea, 1924 g
- Desmatogaster Knutson, 1963 i c g
- Dignomus Wollaston, 1862 g
- Diplocotes Westwood, 1869 g
- Dorcatoma Herbst, 1792 i c g
- Dorcatomiella Blair, 1935 g
- Dryophilodes Blackburn, 1891 b
- Ectrephes Pascoe, 1866 g
- Epauloecus Mulsant & Rey, 1868 b
- Episernus Thomson, 1863 i c g
- Ernobius Thomson, 1859 i c g
- Euceratocerus LeConte, 1874 i c g
- Eucrada LeConte, 1861 i c g b
- Euvrilletta Fall, 1905 i c g
- Falsogastrallus Pic, 1914 i c g
- Gastrallanobium Wickham, 1914 g
- Gastrallus Jacquelin du Val, 1860 i c g
- Gibbium Scopoli, 1777 i c g
- Gnostus Westwood, 1855 i c g
- Hadrobregmus Thomson, 1859 i c g
- Hadrotinus White, 1973 g
- Hedobia Dejean, 1821 i c g
- Hemicoelus LeConte, 1861 i c g
- Hisamatsua Sakai, 1977 g
- Holcobius Sharp, 1881 i c g
- Homophthalmus Abeille de Perrin, 1875 g
- Hyperisus Mulsant & Rey, 1863 g
- Indanobium  g
- Kedirinus Bellés, 1991 g
- Lachnoniptus Philip, 1998 g
- Lasioderma Stephens, 1835 i c g
- Leanobium Español, 1972 g
- Megorama Fall, 1905 i c g
- Mesocoelopus Jacquelin du Val, 1860 i c g b
- Mesothes Mulsant & Rey, 1864 g
- Metholcus Jacquelin du Val, 1860 g
- Meziomorphum Pic, 1898 g
- Mezium Curtis, 1828 i c g
- Microbregma Seidlitz, 1889 i c g
- Microzogus Fall, 1905 i c g
- Mimogastrallus Sakai, 2003 g
- Mirosternus Sharp, 1881 i c g
- Mizodorcatoma Hayashi, 1955 g
- Myrmecoptinus Wasmann, 1916 g
- Neohedobia Fisher, 1919 i c g
- Neosothes White, 1967 i g
- Neoxyletobius Español & Viñolas, 1996 i c g
- Nepalanobium Sakai, 1983 g
- Nesocoelopus Español, 1977 g
- Nicobium LeConte, 1861 i c g
- Niptinus Fall, 1905 i c g
- Niptus Boieldieu, 1856 i c g
- Okamninus Mynhardt & Philips, 2013 g
- Oligomerus Redtenbacher, 1849 i c g
- Oviedinus Bellés, 2010 g
- Ozognathus LeConte, 1861 i c g
- Paralobium Fall, 1905 i c g
- Parobius White, 1966 g
- Paroligomerus Logvinovskij, 1979 g
- Petalanobium Pic, 1922 g
- Petalium LeConte, 1861 i c g b
- Pitnus Gorham, 1883 i c g
- Platybregmus Fisher, 1934 i c g
- Pocapharaptinus Philips & Akotsen, 2009 g
- Priartobium Reitter, 1901 g
- Priobium Motschulsky, 1845 i c g
- Protheca LeConte, 1865 i c g
- Pseudeurostus Heyden, 1906 i c g
- Pseudodorcatoma Pic, 1905 g
- Pseudodryophilus Heyden, 1891 g
- Ptilineurus Reitter, 1902 i c g
- Ptilinobium White, 1976 i c g
- Ptilinus Mueller, 1764 i c g b
- Ptinomorphus Mulsant & Rey, 1868 g b
- Ptinus Linnaeus, 1766 i c g
- Sculptotheca Schilsky, 1900 i c g
- Serianotus Ford, 1970 g
- Sphaericus Wollaston, 1854 i c g
- Stagetodes Español, 1970 g
- Stagetomorphus Pic, 1914 g
- Stagetus Wollaston, 1861 i c g
- Stegobium Motschulsky, 1860 i c g
- Stichtoptychus Fall, 1905 i c g
- Striatheca White, 1973 i c g
- Stromatanobium Viñolas, 2014 g
- Sucinoptinus Bellés, 2007 g
- Sulcoptinus Bellés, 1988 g
- Tipnus Thomson, 1863 i c g
- Trichobiopsis White, 1973 g
- Trichodesma LeConte, 1861 i c g
- Tricorynus Waterhouse, 1849 i c g
- Trigonogenius Solier, 1849 i g
- Trymolophus Bellés, 1990 g
- Utobium Fall, 1905 i c g
- Venablesia Britton, 1960 g
- Vrilletta LeConte, 1874 i c g
- Xarifa Fall, 1905 i c g
- Xenocotylus Whorrall & Philips, 2020[2]
- Xeranobium Fall, 1905 i c g
- Xestobium Motschulsky, 1845 i c g
- Xyletinites Heyden, 1866 g
- Xyletinus Latreille, 1809 i c g
- Xyletobius Sharp, 1881 i c g
- Xyletomerus Fall, 1905 i c g
- Xylodes Waterhouse, 1876 g

Data sources: i = ITIS, c = Catalogue of Life, g = GBIF, b = Bugguide.net